# Discoverer–17

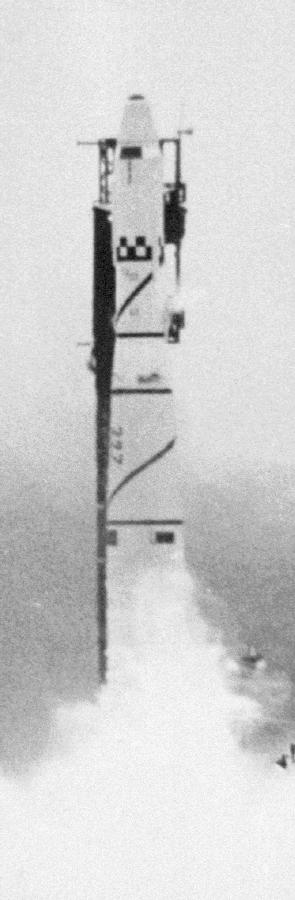
A Discoverer–17 indítása

A Discoverer–17 (1960 OMI) amerikai felderítő műhold.

## Küldetés
Corona egy amerikai felderítő műhold-rendszer volt, amelyet a légierő (USAF) segítségével a CIA tudományos és technológiai igazgatósága üzemeltetett. A korai Corona kilövéseket a Discoverer–űrprogram mögé rejtették. Részben tudományos-technikai kísérletekre, illetve felderítési célokra alkalmazták.
A program célja, hogy a felderítési adatokat, képeket egy visszatérésre alkalmas kapszula hordozza. Elsősorban a Szovjetunió, valamit Kína területeiről gyűjtött – katonai és polgári – adatokat visszajuttatva lehetőséget adjon a támadó eszközök elhelyezéséről, mozgásáról, a kódolt kapcsolattartásról, a várható veszélyeztetésről, lehetővé téve a szükségszerű ellenintézkedéseket. A műholdrendszerrel igyekeztek kiváltani az U–2 kémrepülőgépeket.

## Jellemzői
1960. november 12-én a légierő Vandenbergben lévő indítóállomásáról egy Thor-Agena B hordozórakétával indították Föld körüli pályára. Orbitális magasságban a hordozóeszköz utolsó fokozatát pneumatikus nitrogénsugarak (hideg-gázrakéták) segítségével fordították meg, illetve állították a tervezett pályára. A műholdat beépítették az utolsó fokozatba. A műhold alakja kúp, amelyhez a rakétafokozat hengere kapcsolódik. Horizontérzékelő berendezése segítségével stabilizálták hossztengelye mentén.  Az energiát nikkel-kadmium akkumulátorok biztosították. A mérési adatokat két, különböző frekvencián működő rádióadó továbbította a földi vevőállomásokra. A műhold pályája 96,4 perces, 81,7 fok hajlásszögű (sarki pálya), elliptikus pálya perigeuma 190 kilométer, az apogeuma 984 kilométer volt. Az utolsó rakétafokozat 1,5 méter átmérőjű, 5,85 méter hosszú, tömege 3850 kilogramm. A műszeregység tömege 1091 kilogramm, a visszatérő kapszula 140 kilogramm, 84 centiméter átmérőjű és 69  centiméter magas volt.
A fő egység földi parancsra a visszatérő kapszulát  november 14-én kilőtte. Az exponált filmet a műhold a speciálisan kiképzett kapszulájában juttatta vissza a légkörbe, ahol egy adott magasságtól (15 000 méter) ejtőernyővel ereszkedett lejjebb. Az ejtőernyőt (fény és rádiójelzések) egy kifejezetten erre a célra átalakított teherszállító repülőgép (C–119 Flying Boxcar) kapta el süllyedés közben. A kapszulát úgy tervezték, hogy sikertelen ejtőernyős elfogás esetén egy ideig még lebegjen a tenger felszínén, majd süllyedjen el. Az elkészült fekete-fehér filmek, fotók közül csak egy 50 centiméteres szakasz volt értékelhető. A fő egység, aktív szolgálatát befejezve 1960. december 29-én a Föld légkörében elégett.

## Külső hivatkozások
- Discoverer–17. nasa.gov. (Hozzáférés: 2012. november 24.)

| Elődje: Discoverer–16 | Discoverer műholdak 1959–1962 | Utódja: Discoverer–18 |